# ۱۰۳۲ (میلادی)
۱۰۳۲ (میلادی) هزار و سی و دومین سال تقویم میلادی است.

## درگذشتگان
- ژان نوزدهم، پاپ کلیسای کاتولیک روم

‎